# Kinema
Kinema – krótkometrażowy film dokumentalny Stanisława Różewicza z 1999, kręcony w Radomsku.